# Aporna och det hemliga vapnet
Aporna och det hemliga vapnet (danska: Aberne og det hemmelige våben) är en dansk animerad film från 1995 i regi av Jannik Hastrup efter ett manus av Bent Haller.

## Handling
Apfamiljerna Weismüller och Attila fruktar varandra. Ingen vet att de två familjerna faktiskt är en, eftersom separationen beror på ett fruktansvärt krig som bara de äldste kan minnas. Det var det hemliga vapnet som var ansvarigt för olyckan – ett vapen som förstör allt och därför måste döljas... av vem, det vet ingen. En Romeo-och-Julia-situation uppstår när två små apor möts. De blir kära i varandra. Men de får inte vara med varandra eftersom de tillhör olika familjer.

## Rollista
- Tommy Kenter – Weismüller
- Lisbet Dahl – Lucy
- Claus Ryskjær – Alexander
- Otto Brandenburg – Attila
- Bodil Udsen – Big Mama
- Per Pallesen – Pelikanen
- Anne Marie Helger – Moster
- Jesper Klein – Svoger
- Kirsten Lehfeldt – Flamingo
- Anne Sofie Bredesen – Elvira
- Cecilie Hastrup Karshøj – Lille Piv
- Hektor Bjoljahn Hougaard – Hektor
- Barbara Topsøe-Rothenborg – Maja
- Kasper Fønss Stilling – Dixie